# Великий Вільховий острів
Великий Вільховий (історична назва — острів Маслов, до 2025 року — Великий Потьомкін) — острів поблизу Херсона.

## Історія
Знаходився на славнозвісному торговому шляху «з варяг у греки». Тут неодноразово зупинялися давньослов'янські судна. Згідно з переказами на острові, ймовірно, бували київські князі Олег Віщий, Ігор, св. Ольга, Святослав, св. Володимир. У XI—XIII ст. на березі Пудової протоки існувало слов'янське місто-порт Олешшя, що було «морськими воротами» Київської Русі. У травні 1223 року поблизу Олешшя князі Мстислав Удатний та Данило Романович розгромили передовий монгольський загін. Згодом місто було зруйновано монголами.
З весни до листопада 2022 окупований Росією. 2 січня 2023 року на острові було встановлено прапор України.
17 січня 2025 року Кабінет міністрів України перейменував острів на Великий Вільховий (кол. Великий Потьомкін).